# Cuvat
Cuvat é uma comuna francesa na região administrativa de Auvérnia-Ródano-Alpes, no departamento da Alta Saboia. Estende-se por uma área de 4.72 km². Em 2010 a comuna tinha 1 542 habitantes (densidade: 326,7 hab./km²).